# 4065 Мейнел
4065 Мейнел (4065 Meinel) — астероїд головного поясу, відкритий 24 вересня 1960 року.
Тіссеранів параметр щодо Юпітера — 3,606.
Названо на честь американського астронома Едена Мейнела